# Ectoedemia vivesi
Ectoedemia vivesi là một loài bướm đêm thuộc họ Nepticulidae. Nó là loài duy nhất được tìm thấy ở Tây Ban Nha (Andalusia) và Cộng hòa Síp.
Sải cánh dài 6-6.2 mm. Con trưởng thành bay từ late tháng 6 đến đầu tháng 7.
The hostplan is unknown.

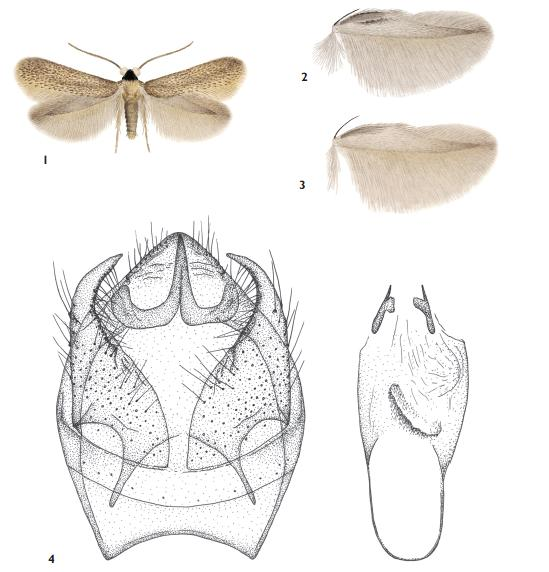
Ectoedemia vivesi male. 1 Paratype male, Spain, Albacete, Socovos; 2 hindwings of male Paratype, Cyprus, Laneia, N.Limassol; 3 hindwings of male Holotype, Spain, Málaga, Istán; 4 Male genitalia, paratype, Spain, Albacete, Socovos.
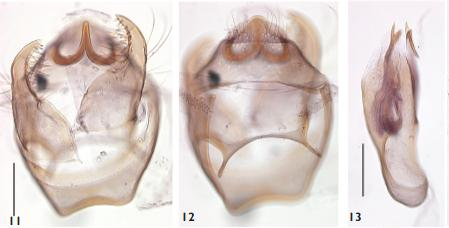
Male genitalia